# Soldat de fortune
Cet article concerne le film de 1990 avec Daniel Greene. Pour le film de 1977 avec Bud Spencer, voir La Grande Bagarre. Pour l'album de 2006, voir Soldats de fortune.
Pour plus de détails, voir Fiche technique et Distribution.
Soldat de fortune (Soldato di ventura) est un film d'action italien réalisé par Pierluigi Ciriaci et sorti en 1990.

## Synopsis
Un mercenaire est embauché pour amener un professeur dans une zone déserte où un MIG russe s'est écrasé. Il s'agit de récupérer l'avion. Mais les Russes s'opposent à l'expédition, parce que l'avion n'est pas celui qu'il devrait être.

## Fiche technique
- Titre original : Soldier of Fortune (Soldato di ventura)[1]
- Titre français : Soldat de fortune[2]
- Réalisation : Pierluigi Ciriaci, sous le pseudo de Franck Valenti
- Scénario : Dardano Sacchetti
- Musique : Elio Polizzi
- Photographie : Rado Likon
- Montage : Claudio Cutry
- Société(s) de production : Realtà Cinematografica
- Pays de production :  Italie
- Genre : film d'action, film de guerre
- Durée : 95 minutes
- Dates de sortie :
  - Italie : 1990[1]
  - France : 24 décembre 1991, inédit à Paris, distribué en province[2]

## Distribution
- Daniel Greene : Miles
- George H. Thausanij : Rossi
- Bo Svenson : colonel Preston
- Danuta Lato : Lucy
- Savina Geršak : Hamlulu
- Brand Dury
- Jean Sokol